# Tebo Yacht Basin FC
Tebo Yacht Basin FC was een Amerikaanse voetbalclub uit New York. De club werd opgericht in 1918 en opgeheven in 1921 na een fusie met de scheepswerf van Brooklyn Robins Dry Dock tot Todd Shipyards FC.